# 三沙市
三沙市是中华人民共和国海南省在南海诸岛上设立的一个地级市，下辖西沙区、南沙区两个区，名义上管辖西沙群岛、中沙群岛及南沙群岛所有岛礁及其海域。三沙市政府驻地位於西沙永興島。三沙市所轄岛屿面积约27平方公里（包括南沙群岛的人工岛屿），目前实际管辖约24平方公里，水域面积1.7万平方公里（西沙群岛领海基线内部海域），管理海域面积约200万平方公里，是中国位置最南、法定管理面积最大、陸地面積最小、人口最少的地级市，是中华人民共和国继舟山市之后第二个在群岛设立的地级行政区。
2013年9月3日三沙卫视开播。2015年12月14日三沙市永兴学校建成投入使用。
南沙群岛部分岛礁和海域未实际管轄。中华民国、越南、菲律宾、马来西亚、文莱主張对部分岛礁和海域拥有主权，并实际控制部分南沙岛礁。

## 历史
1912年中华民国成立后，广东省政府宣布将西南中沙群岛划归海南崖县管辖。1937年中國抗日戰爭爆发后，日本为推行南进战略，于1939年武装占领西沙和南沙群岛，并將南沙群岛的一部份命名为新南群島，編入台灣高雄州。1945年日本投降，中华民国接管南海諸島，先由臺灣省行政長官公署代管。1946年，中華民國政府陸續設立管理處，隸屬廣東省政府管轄，並修建電台、氣象台。1946年9月設「東沙管理處」；11月24日，国民政府派海军“永兴”、“中建”两舰接管了西沙群岛，并建立「收复西沙纪念碑」，设立“西沙群岛管理处”；12月12日，派“太平”、“中业”两舰接管南沙群岛，在太平岛上设立“南沙群岛管理处”，并派兵驻守。1947年，中華民國內政部重新命名南海诸岛全部岛礁沙滩名称共159个，并公布施行，1947年12月1日内政部新核定南海诸岛172个地名（含12个群体名），并著名部分地名的意义，其中将“南海各岛屿”改为“南海诸岛”，两个“东沙岛”之一改为“东沙群岛”。1949年，海南島籌備建省，由廣東省改隸海南特別行政區。

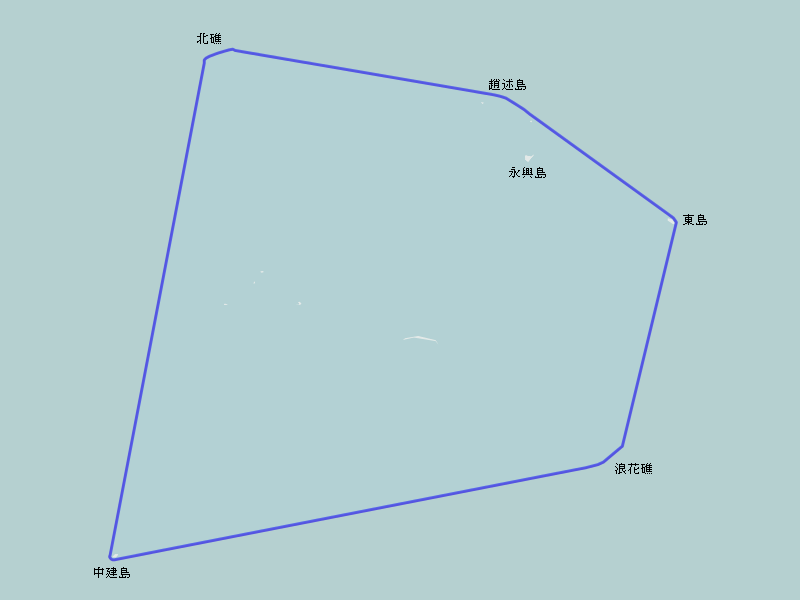
1996年宣布的西沙群岛领海基线

1950年5月，中国人民解放军占领海南岛，此时南海诸岛仍然属于广东省，行政关系隶属于广东省海南行政区。1958年1月，海南区西沙渔业生产指挥部在永兴岛成立。1959年，广东省西沙群岛、南沙群岛、中沙群岛办事处设立，由海南行政区管辖。1974年1月19日，中華人民共和國與越南共和国（南越）在西沙群島西部的永樂群島海域爆发冲突，中華人民共和國海軍击退南越海軍，占領珊瑚、甘泉、金銀三島，鞏固了對整個西沙群島及其周邊海域的控制權。1988年3月14日，中華人民共和國與越南在南沙群島爆发赤瓜礁海戰，战后中華人民共和国控制了永暑礁、赤瓜礁等6個重要島礁，填補了中華人民共和國對南沙群島實際控制的空白。越南則占領了鬼喊礁、瓊礁等岛礁。1988年9月19日，西沙群岛、南沙群岛、中沙群岛办事处正式更名为“海南省西沙群岛、南沙群岛、中沙群岛办事处”，划归新成立的海南省管辖。但由于西南中沙办事处只是海南省人民政府的派出机构，行政管辖能力有限，办事处虽然名义上管辖西南中沙群岛，但是活动范围基本上局限在西沙永兴岛。办事处没有海上执法力量，只有一艘用来给永兴岛补给的“琼沙三号”轮。1996年，中华人民共和国国务院宣布了包含西沙群岛在内的国家领海基线。
三沙市的设立构想最早追溯至1990年代，最初提议名叫“永兴”，因与湖南永兴县重名而改做“三沙”。1992至1996年期间，西沙中沙南沙群岛办事处第八届书记徐天仁曾数次到国务院和外交部汇报建设三沙市的设想，其中原因包括了宣示中華人民共和國对南海的主权以及促进南海经济的发展。徐天仁认为依据相关国际法要在一个地区有效管理宣示主权就必须要有相应的行政管辖。同时他也认为如果设市后当他国侵入管辖区后便可依法处理。2007年11月19日，中共海南省文昌市委宣传部官员张先生在接受香港《明報》的电话访问时称，中华人民共和国国务院已批准海南省人民政府的提议，将西沙办升级，设立正式的县级市“三沙市”，取代海南省西沙群岛、南沙群岛、中沙群岛办事处来管理这三个群岛。并称将由距离西沙群岛最近的文昌市来承担三沙市的补给工作，三沙市的后勤补给基地、码头供给基地将会建在文昌市的清澜港。三沙市将成为包括卫星发射中心在内的文昌市“九大发展亮点”之一。《明报》这则报道亦称中共文昌市委书记谢明中早在10月26日举办的市委全体会议中就已透露了国务院批准设立县级市的消息，当时仍只用“×市”的字样来代表未设立的县级市。报道还称，未来会开辟永兴岛的观光旅游业。消息曝光后，越南政府提出强烈抗议，使得三沙市的建市工作被搁置。
2010年，中南民族大学公共管理研究所苏祖勤教授指出，按照行政区划理论，一般行政建制的基本元素应当是居民和地域，尤其是设立地级市，人口密集是必要和首要条件。但三沙地区，常住人口稀少，几近无人区，“居民”这个首要元素残缺不全，与设立地级市的要求相去甚远。而且三沙地区也不符合1993年国务院批转民政部《关于调整设市标准报告》文件中所确定的市人民政府驻地非农户口人口需大于20万，市区人口中非农产业人口需大于25万，市区工农业总产值需超过25亿等定量标准。
2012年6月21日，民政部公告宣布，国务院于近日批准，撤销西沙群岛、南沙群岛、中沙群岛办事处，建立地级三沙市，政府驻西沙永兴岛。2012年7月17日上午，海南省四届人大常委会第三十二次会议通过了《海南省人民代表大会常务委员会关于成立三沙市人民代表大会筹备组的决定》，三沙市的政权组建工作正式启动。2012年7月19日，中央军事委员会批复广州军区，同意组建中国人民解放军海南省三沙警备区，主要负责三沙市辖区国防动员和民兵预备役工作，协调军地关系，担负城市警备任务，支援地方抢险救灾，指挥民兵和预备役部队遂行军事行动任务等。同日，三沙市第一届人民代表大会筹备组成立，并将产生60名民选人大代表。三沙警备区是中華人民共和國最南端的陆军建制单位，担负该区域领海安全的任务。2012年7月23日，三沙市第一届人民代表大会开幕。来自西沙群岛、中沙群岛、南沙群岛的共计45名代表出席了会议。2012年7月24日上午，三沙市成立大会暨揭牌仪式在永兴岛举行，重達68噸的三沙市碑在永興島正式揭牌，中国共产党三沙市委员会、三沙市人民代表大会常务委员会、三沙市人民政府和解放军三沙警备区挂牌成立。同时启用新邮编、邮戳，并更换银行、医院等各机构牌子。三沙市公安局亦对永兴岛车辆办理临时车牌。自此，三沙市正式成立。
2013年4月永兴岛4G基站建设并开通。2014年4月覆盖西沙群岛的4G网络建设项目启动。2015年9月14日三沙市7个岛礁实现4G网络全覆盖。2016年7月13日，南沙美济礁、渚碧礁新建机场试飞成功。7月14日，三沙海域首次举行“海空立体”搜救演练。
2020年4月18日，国务院批准海南省三沙市设立西沙、南沙2个市辖区。

## 人口
2013年12月，西南中沙群岛有户籍登记人口为216户、276人。2015年12月，三沙市常住人口为2500餘人（不含驻市部队官兵）。2020年，三沙市有常住人口约1800人（不含驻市部队官兵），户籍人口621人。
截至2015年12月，常住人口2500多人（不含驻市部队官兵），户籍总户数348户，户籍总人口448人，其中男性269人，女性179人，448人均为城镇人口。三沙市人口以汉族为主，户籍总人口448人中，汉族占443人，少数民族占5人，其中黎族4人，壮族1人，少数民族人口占户籍总人口的1.12%。
根據第七次人口普查數據，截至2020年11月1日零時，三沙市常住人口為2333人。

## 地理

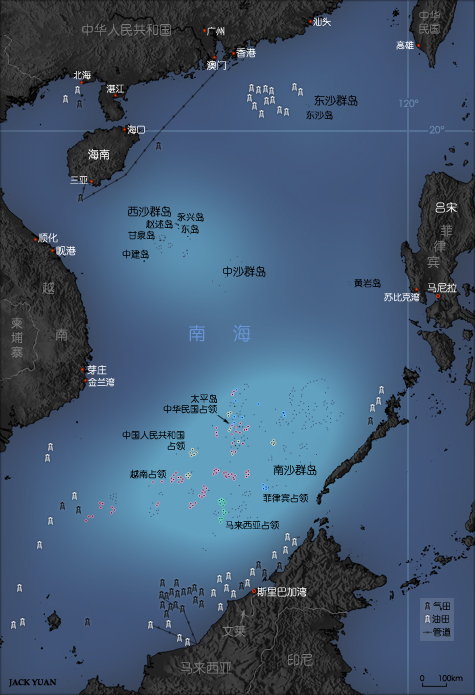
南海诸岛地图

三沙市地处中国南海，北靠三亚市，东临菲律宾，南接印度尼西亚、文莱等国，西邻越南，位居海上的交通要冲和十字路口。目前，世界上大约25%的海上运输途经这里，逾50%的世界超级货轮经过这片海域；西方国家约50%的进口石油、80%的战略物资，中国80%以上的国际贸易依赖南海航线，被誉为“世界第三黄金水道”。
三沙市由280多个岛、沙洲、暗礁、暗沙和暗礁滩及其海域组成，散布于南海，东西相距900公里，南北长达1800公里，总陆地面积13平方公里左右、管辖海域面积共200多万平方公里。由北至南划分为西沙、中沙和南沙群岛。西南中沙群岛均为海洋型海岛，除了西沙群岛的高尖石为海底火山喷发形成熔岩露出海面为火山岛外，其余全部是珊瑚岛礁。
| 各群岛   | 岛屿 | 沙洲 | 暗礁 | 暗沙 | 暗滩 | 小计 |
| -------- | ---- | ---- | ---- | ---- | ---- | ---- |
| 西沙群岛 | 22   | 7    | 5    |      | 6    | 40   |
| 中沙群岛 | 1    |      | 1    | 26   | 2    | 31   |
| 南沙群岛 | 11   | 2    | 105  | 34   | 21   | 177  |
| 总计     | 34   | 13   | 112  | 60   | 29   | 248  |

- 西沙群岛是三沙市位置最北的群岛，共有40座岛礁，陆地面积约8平方公里，海域面积50多万平方公里，分为西边的永乐群岛与东边的宣德群岛。其中宣德群岛共有8座岛屿、6座沙洲和7座暗滩（礁），经纬度为北纬15°43′至17°00′，东经112°10′至112°54′。属宣德群岛的永兴岛经纬度为北纬16°50′，东经112°20′，东西长约1950米，南北宽约1350米。其陆地面积因填海而不断扩大已超过2.6平方公里，是南海诸岛中面积最大的岛屿也是三沙市政治、军事、经济、文化中心。石岛海拔最高，为15.9米。东岛环礁的高尖石是南海唯一一座火山角砾岩岛屿。[40]
- 中沙群岛位于西沙群岛东南方约100公里，是南海航道的必经之地，由20多个暗礁、暗沙、暗滩和黄岩岛组成，海域面积60多万平方公里。其中，距菲律賓蘇比克灣約100海里的黄岩岛是唯一高潮时露出海面的岛礁，而中沙大环礁是南海诸岛中最大的环礁，纵长约140公里，宽约55公里，水深一般为9－26米。中沙大环礁南部是南海最深处，深度达5559米。[40]
- 南沙群岛是三沙市位置最南、岛屿滩礁最多、分布最广的群岛，东西长约905公里，南北宽约887公里，海域面积为88.6万平方公里，主要分为北、东北、中、西南和南五大群岛礁，由230多個島、洲、礁、沙和灘組成，其中露出水面的約占總數的1/5，總陸地面積約11平方公里[36]。南沙群島是爭議最多的島嶼群，多達七個國家各自佔有島礁對峙。由中华民国驻守的太平岛是南沙群岛最大的岛屿，面积约0.43平方公里。南沙海域的两条海底峡谷，一条位于南华礁北侧，近东西向；一条位于西月岛东侧，呈南北向[40]。五大群岛礁状况如下[43]：

1. 北群岛礁位于北纬9°42′－11°31′，东经114°02′－115°02′，共有53座岛礁，其中岛屿8座，水下沙洲5座，暗礁33座，暗沙6座，暗滩1座。又可分为以北子岛为首的北部岛礁、以太平岛为首的中部岛礁、以景宏岛为首的南部岛礁3组。
2. 东北群岛礁位于北纬8°48′－11°55′，东经115°04′－117°50′，北起雄南礁，南至半月礁，东起海马滩，西止恒礁，共有47座岛礁，其中岛2座、暗礁34座、暗沙5座、暗滩6座。
3. 中群岛礁位于北纬6°57′－9°40′，东经111°37′－115°55′，东西长约260海里，南北宽140多海里。共有41座岛礁沙滩，其中岛屿1座、暗礁26座、暗沙12座、暗滩2座。依半环形分布态势，又可归类为南华水道、东弧、西弧、中部海槽区4组。
4. 西南群岛礁位于北纬7°28′－8°08′，东经109°44′－110°38′内，包括广雅滩、人骏滩、李准滩、西卫滩、万安滩5座暗滩，并呈东北－西南向相间分布。
5. 南群岛礁分布范围约在北纬3°57′44″－5°59′55″，东经112°16′25″－112°56′00″之间，包括北康暗沙、南康暗沙和曾母暗沙3组，共有沙礁16座（其中暗沙7座，暗礁9座）。

### 气候水文
三沙的气候特征，可以简单归结为“四高”——高温、高湿、高盐、高日照。三沙市的南沙群岛在赤道带，西沙群岛、中沙群岛在副赤道带，属热带海洋性季风气候，长夏无冬，伴随季风，每年10月至次年3月刮东北风，5月至9月刮西南风，平均每年发生台风6－7次，台风旺季为7－10月。全年最热月份是5月，南沙群岛平均气温在28.8℃左右，年平均温度相差无几。大部分地区年均降雨量为1800毫米以上，南沙群岛则达2800多毫米，但明显分为旱季和雨季，每年12月至次年5月为少雨期，6月至11月为多雨期。
三沙海域受大陆气候和陆地迳流影响很小，深海盆地水体深厚、盐度较高、透明度大、水温季节变化较小。海流夏天流向东北，冬天流向西南，流速每小时0.1－1.0海里。海面平均水温在24－30℃之间。海水年温差小（约2－5℃），但海水表层与底层（水深500米以下）温差却很大，可以相差20℃之多。海水含盐度在32‰－35‰之间；透明度在20－30米之间。

### 自然资源
西沙群岛植物资源丰实，岛上的植物共有80科211属，296种，其中药用植物有槟榔、蔓京子、青箱子、香附、茅根、穿心莲、上牛膝、土丁桂、曼陀罗、飞杨草、土高丽参等。三沙海区有低等植物藻类有上千种。海洋动物有腔肠类、棘皮类、鱼类、虾类、贝类、爬行类、哺乳类等。其中腔肠动物珊瑚虫就有110种和5个亚种；鱼类有2000种左右；珍贵水产品还有珠贝、海螺、鲍鱼、海参、海胆、龙虾、海龟、玳瑁、抹香鲸等。岛屿陆生动物主要是海鸟类，有鲣鸟、鹭、鸥、军舰鸟等60多种10多万只。1981年中国政府将东岛划为白鲣鸟自然保护区。三沙市所辖海域的鱼类属于印度洋-太平洋热带动物区系，分为底栖鱼类、潮间带鱼类、礁盘游泳鱼类和大洋性鱼类四大类，而以珊瑚礁鱼类和热带大洋性鱼类占绝大多数，约占总种数的90%。其中分布于太平洋和印度洋的世界性种类有364种；分布于太平洋的鱼类有140种；分布于太平洋、印度洋与大西洋共有鱼种类31种。三沙市所轄海域不僅漁產資源豐富，還有丰富的矿产資源。三沙海域的海水盐度高，总含盐量在70万亿吨以上；海底矿产价值高，锰结核和钴结核储量丰富；“可燃冰”储藏量约为194亿立方米；油气资源储潜量为700多亿吨，其中石油储潜量为292亿吨，天然气储潜量为58万亿立方米。

## 行政区划
三沙市下轄西沙区、南沙区。西沙区管辖西沙群岛並代管中沙群岛，西沙区人民政府驻永兴岛。南沙区管辖南沙群岛，南沙区人民政府驻永暑礁。
2009年以前，三沙地區沒有正式村級自治單位。2009年9月設立永興村、七連嶼村，實行村民自治。2010年10月，設晉卿村、鴨公村和羚羊村。2012年6月設立三沙市。2013年7月，三沙市永樂群島管理委員會成立。2014年，三沙市成立永興（鎮）、七連嶼、南沙3個管委會。2015年9月，三沙市營區社區居委會成立，至此共有10個社區。
西沙群岛由中华人民共和国完全控制，区域内有永兴边防派出所，以及全军唯一的西沙雨水班。西沙群岛行政上划分为永兴（镇）管理委员会、永乐群岛管理委员会和七连屿管理委员会三个管理委员会。其中，永兴（镇）管理委员会以永兴岛为驻地，管辖宣德群岛永兴岛、石岛及其海域，辖区内设有永兴社区和营区社区2个村级基层群众自治区域。永乐群岛管理委员会以晋卿岛为驻地，管辖永乐群岛所有岛礁及其海域，辖区内设有晋卿社区、羚羊社区、甘泉社区、鸭公社区、银屿社区等村级基层群众自治区域。七连屿管理委员会以赵述岛为驻地，管辖七连屿所有岛礁及其海域，辖区内设有赵述社区和北岛社区等村级基层群众自治区域。
南沙群岛设有南沙群岛管理委员会，辖有美济社区村级基层群众自治区域。美济社区居民委员会驻地为南沙群岛美济礁。
| 460300 | 三沙市                  | 约1800人           | 27    | 约200万 | 永兴岛 | 573199                                      | 4个                                                      | 11个                                                                                              |
| 460321 | 西沙区                  | 约1800人           | 10.07 | 50餘萬  | 永兴岛 | 573199 （但赵述岛为573101、晋卿岛为573102） | 永兴（镇）管理委员会 七连屿管理委员会 永乐群岛管理委员会 | 永兴社区、营区社区、赵述社区、北岛社区、晋卿社区 羚羊社区、银屿社区、甘泉社区、鸭公社区、滨海社区 |
| 460322 | 南沙区                  | 僅有駐軍，尚無居民 | 17.06 | 约90萬  | 永暑島 | 573299                                      | 南沙群岛管理委员会                                       | 美济社区 （实际控制永暑礁、美濟礁、渚碧礁、华阳礁、 赤瓜礁、南薰礁、東門礁等7个岛礁）             |
| 460323 | 中沙群岛 （西沙区代管） | 僅有駐軍，尚無居民 | 0.003 | 60餘萬  | 黄岩岛 | 573199                                      |                                                          | -                                                                                                 |

## 政治

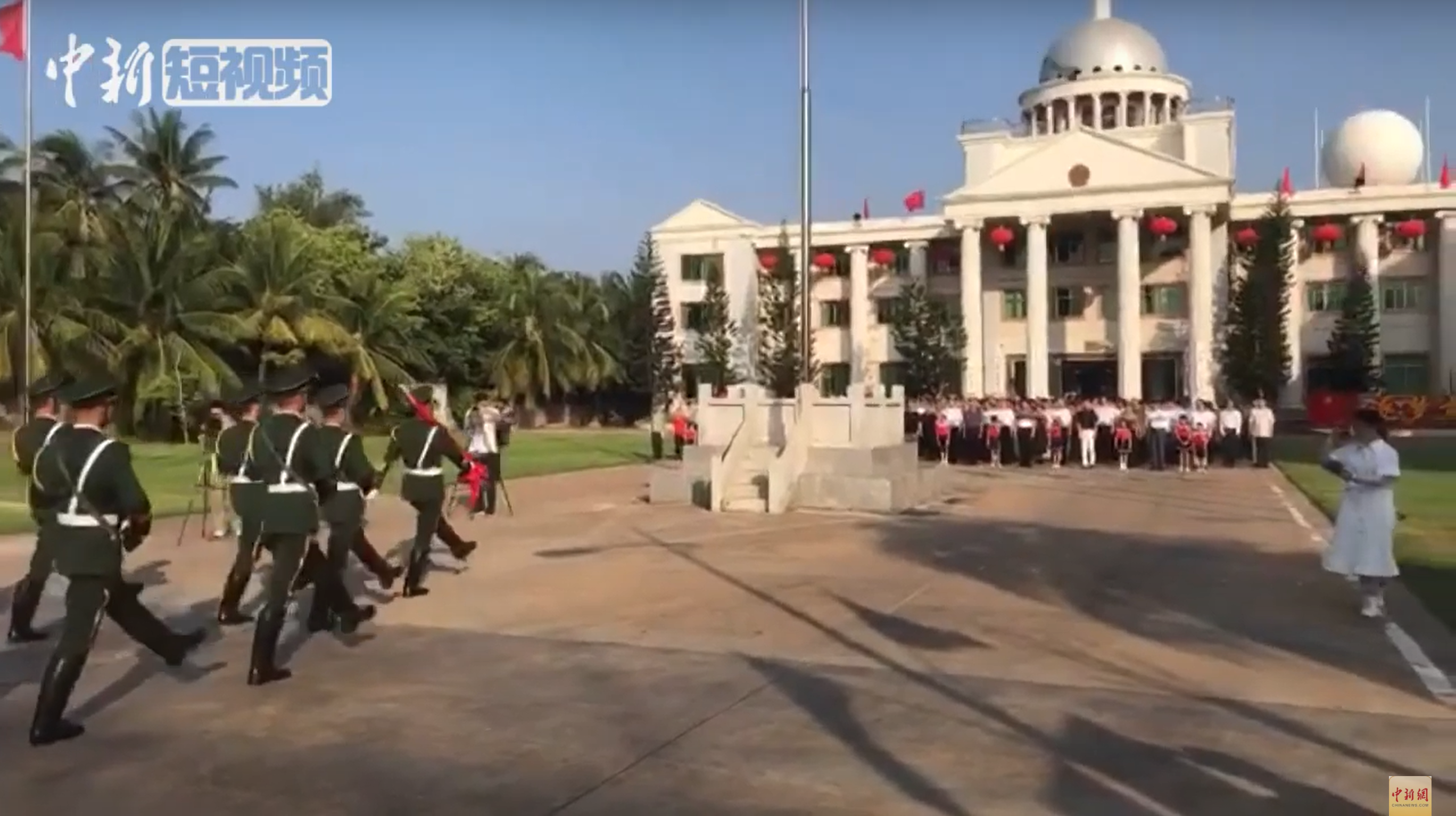
三沙市人民政府大楼

三沙市人民政府市長由三沙市人民代表大會選舉產生，市委書記為袁光平，市长為邓忠，副市长為陈儒茂、徐志飞、冯文海。人大常委会主任為徐学健。而司法機關的中级人民法院院长為戴义斌，人民检察院检察长由王彦青擔任。
中共三沙市永乐群岛社区联合党支部，驻地为西沙区永乐群岛晋卿岛。

### 现任领导
| 机构     | · 中国共产党 · 三沙市委员会 | 三沙市人民代表大会 常务委员会 | 三沙市人民政府    | · 中国人民政治协商会议 · 三沙市委员会 | 三沙市监察委员会  |
| 职务     | 书记                        | 主任                          | 市长              | 主席                                  | 主任              |
| -------- | --------------------------- | ----------------------------- | ----------------- | ------------------------------------- | ----------------- |
| 姓名     | 葛国科                      | 王长仁                        | 文斌              | 空缺                                  | 范建绥            |
| 民族     | 汉族                        | 汉族                          | 汉族              | 空缺                                  | 汉族              |
| 籍贯     | 广西壮族自治区浦北縣        | 吉林省农安县                  | 海南省万宁市      | 空缺                                  | 福建省仙游县      |
| 出生日期 | 1977年8月（47歲）           | 1965年11月（59歲）            | 1972年6月（52歲） | 空缺                                  | 1966年6月（58歲） |
| 就任日期 | 2024年12月                  | 2022年1月13日                 | 2023年12月        | 空缺                                  | 2022年1月13日     |

### 历任领导
| 市委书记 - 肖杰（2012年7月－2017年5月） - 田湘利（2017年6月－2018年1月） - 张军（2018年2月－2021年12月） - 袁光平（2021年12月－2024年12月） - 葛国科（2024年12月－） | 市长 - 肖杰（2012年7月－2017年5月） - 阿东（2017年5月－2018年2月） - 邓忠（2019年12月－2023年12月） - 文斌（2023年12月－） |

## 经济
三沙市拥有丰富的自然资源。拥有丰富的渔业资源以及巨大的石油及天然气储量。在南海共有200多个含油气构造，180个油气田，石油地质储量约为230至300亿吨。但由于其特殊地理位置，长期以来实行军事化管理，再加上南海主权争端频发，三沙市经济发展较为落后。目前，三沙市的经济以渔业为主。据评估，南海整体潜在渔获量为650万吨～700万吨，其中南海陆架区（含北部湾）水域潜在渔获量约500万吨；西南中沙礁盘水域潜在渔获量约100万吨；南沙南部中国传统疆界线内潜在渔获量约30万吨；另外，在南海断续线内还有150万平方公里的深水区，潜在渔获量约60万吨。
2012年三沙市成立后，由于地理位置偏远，交通不便等因素，三沙市的金融机构少、金融业规模小、业务品种单一、金融功能不健全。伴随着投资加速和企业入驻，三沙市的金融服务水平不断提升。目前三沙市拥有中國工商銀行西南中沙群岛支行、海南农村信用社、中國郵政儲蓄銀行和中國銀行三沙支行等金融机构提供服务。
三沙市城市建设上已配备医院、图书馆、银行、邮电局等基础设施，并有北京路、海南路、宣德路、永兴路、永乐路5条道路。2015年9月15日三沙市7个岛礁实现了中国移动4G网络全覆盖。2016年1月1日由中国邮政集团公司三沙市分公司创办的“海上丝绸之路”三沙邮驿正式开业。

## 交通

### 航空
三沙市建有永兴岛、永暑礁、美济礁和渚碧礁四座机场，跑道长度均达3000米级别。2016年7月13日8时30分、8时40分，政府征用的南方航空公司、海南航空公司两架民航客机先后从海口美兰国际机场起飞，经过近2个小时的飞行，分别于10时29分、10时28分在美济礁新建机场和渚碧礁新建机场平稳着陆并于当日下午返回海口，试飞成功。
- 西沙群岛永兴岛机场属于海航机场集团，为军民合用支线机场，是中華人民共和國政府在南中国海上修建的第一个机场。机场于1990年开始兴建，次年建成1,000米跑道，此后跑道被多次加长，2014年扩建到3,000米，可起降空客A320、波音737等客机[65][66][67]。
- 南沙群岛永暑礁机场于2016年建成[68]。2016年1月6日，政府征用的两架民航客机先后从海口美兰机场起飞，经过近2小时的飞行于10时21分、10时46分平稳降落南沙群岛永暑礁新建机场并于当日下午返回海口，试飞成功，标志着永暑礁新建机场启用[69]。永暑礁3000米的跑道可以达到三级机场的要求，能够起降中国大陸多数的战机[70]。
- 南沙群岛渚碧礁机场于2016年建成，跑道长度达3250米[71]。
- 南沙群岛美济礁机场于2016年建成，跑道长度达3000米[72]。

### 水路
西沙群岛永兴岛拥有两个港口及一个渔政基地，可停靠5000吨级船只。距三亚榆林港约337公里，距文昌清澜港约344公里。西沙群岛琛航岛坐落在环礁上，环礁上开口形成内部潟湖与外海相连的航道，拥有很好航行条件的港口。琛航岛因清朝时名为“琛航号”的军舰到此而得名。
三沙市早前使用“琼沙1号”“琼沙2号”“琼沙3号”往返于文昌清澜港与永兴岛间进行补给，于2015年1月5日、2019年8月20日三沙市分别新建了名为“三沙1号”及“三沙2号”的大型交通补给船只，续航能力覆盖了西沙、中沙和南沙三大群岛的交通补给和行政管理。
2015年8月4日，交通运输部南海航海保障中心西沙航标处驻永兴岛工作人员在三沙市赵述岛入口航道投放指引航路、规避触礁风险方便航线的一红一绿两个应急灯浮标。

## 旅游

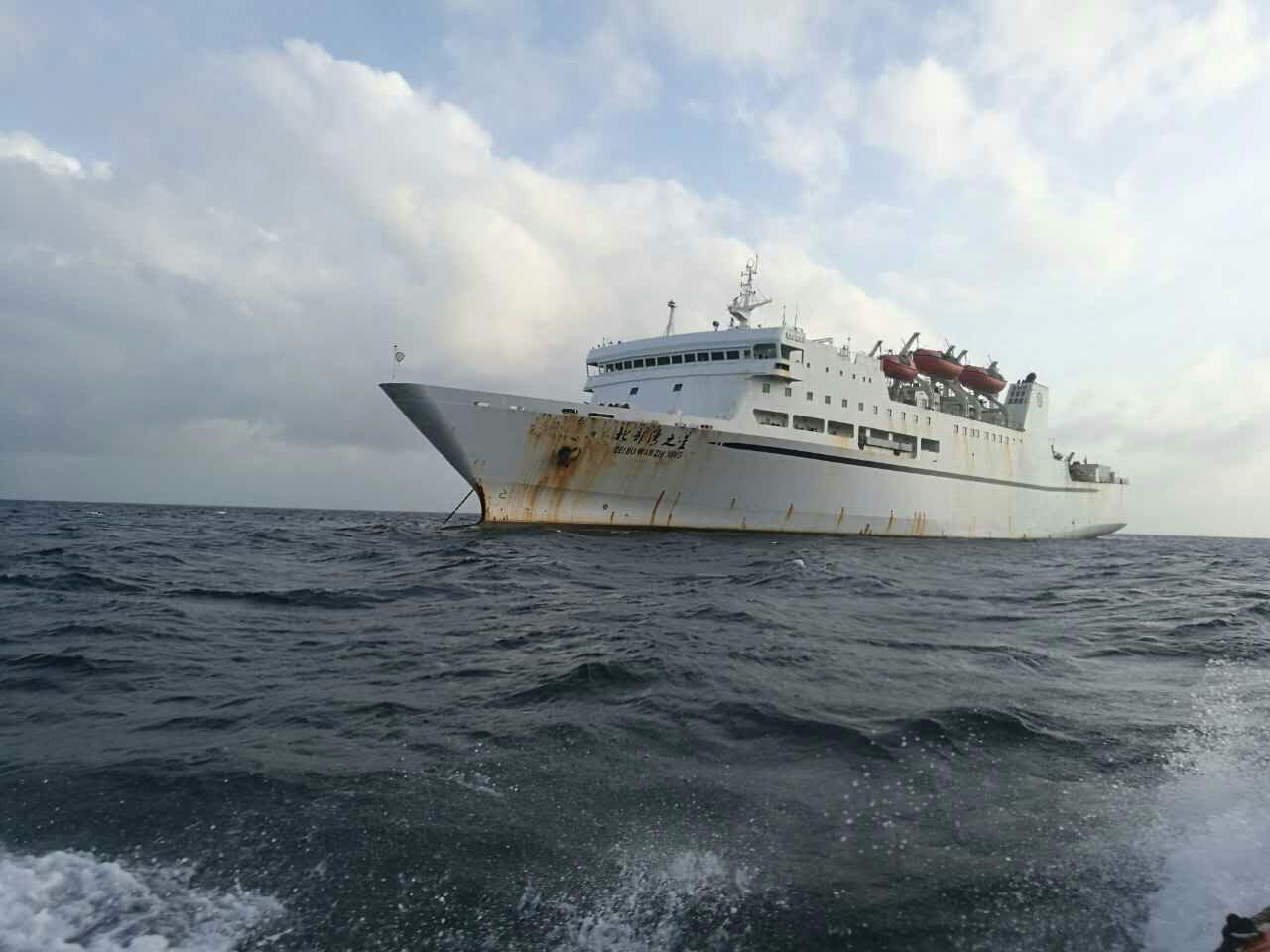
“北部湾之星”号邮轮

1997年，西沙群岛开放旅游。至2016年有10000人乘坐西沙邮轮旅游航线到访西沙。永兴岛上的主要景点有海军收复西沙群岛纪念碑、南海诸岛纪念碑、西沙将军林、守岛部队军史馆、西沙海洋博物馆、三沙市地名碑、中国西沙主权碑、西沙精神纪念墙、二战日军炮楼等；石岛上的主要景点有中国主权碑、西沙老龙头石碑；赵述岛上的主要景点有中国边防警察警务碑、明清古庙遗址。
2013年4月28日，“椰香公主号”邮轮正式运营；2014年9月开始，邮轮直接从三亚执行前往西沙的航线；2016年3月，“椰香公主号”退役，由“北部湾之星号”接替，开启三亚至西沙群岛全富岛旅游航线，每月4至5班航次。出于对西沙海域环境及生态的保护，该线路目前仅能够登陆永乐群岛海域的鸭公岛、全富岛和银屿游览。此后，“南海之梦号”及“长乐公主号”相继运营。
除了乘坐邮轮游览三沙，还有游客通过互联网等途径自行组团租渔船前往三沙的岛屿游览，但由于此玩法存在较大安全隐患且破坏岛屿的生态环境，三沙市政府对此持反对态度，并将杜绝此类行为。

### 全国重点文物保护单位
- 甘泉岛遗址
- 北礁沉船遗址
- 华光礁沉船遗址

## 文化
- 1970年代的西沙考古时发现了数量众多的历史文物，其中仅陶瓷器就达6000余件，钱币多达13万枚左右；在甘泉岛发现一处唐宋渔民的居住遗址，并成为了第六批全国文物保护单位。在北礁附近发现一艘郑和下西洋船队的一艘沉船[79]。
- 2009年三沙市图书馆前身海南省图书馆西沙分馆开馆。[80][81][82][83][84]
- 2014年4月，三沙市第一所学校于西沙永兴岛上开建[85]，2015年12月建成并投入使用[86]。学校由小学和幼儿园两个部分组成，名为三沙市永兴学校[87]。
- 三沙卫视在2013年9月3日开播，该卫视于2013年2月获批成立，由三沙市人民政府委托海南广播电视总台负责运营。
- 吕远、苏圻雄创作了音乐作品《西沙，我可爱的家乡》、《我爱三沙》等。

## 領土争议
2007年12月3日，越南外交部对有关设立三沙市的传闻表示抗议，表示越南“拥有对西沙群岛和南沙群岛的主权”，认为中国“侵犯了越南领土主权”。12月9日，越南学生组织在中国驻越南大使馆前示威抗议。中国外交部重申了中国对这些岛屿“无可争辩的主权”，希望越南政府制止事态的发展。12月15日，超过200多位越南裔美國人在华盛顿举行了反对中国政府的示威。19日，约300名美籍越南人再次在洛杉矶的小西贡举行示威游行。22日，法国和英国的越南人在巴黎、伦敦举行了游行活动。
2012年6月21日，越南国会通过《越南海洋法》，把西沙群岛、南沙群岛列为越南的“主权”和“管辖范围内”，中国政府强烈抗议，并在同日宣布将成立三沙市，越南外交部在同日表示拒绝中方的指责，并强烈反对中方成立三沙市。2012年7月24日，美国国务院表示担心和担忧。
2020年4月，中国在三沙市设立新的行政区西沙区和南沙区后，4月20日，越南外交部发布声明，表示中国设立三沙市行政区的决定严重侵犯越南主权，要求中国政府撤回该决定。